# 福寿园
福寿园国际集团有限公司 （港交所：1448，英文：Fu Shou Yuan International Group Limited，简称：福寿园），是香港交易所的一家上市公司，主要从事殡葬服务，是中国最大的殡葬服务提供商。

## 历史
1994年成立于上海市，2013年12月19日在香港联合交易所主板挂牌上市，成为中国大陆“殡葬第一股”。
2016年，公司实现营业收入12.68亿元，净利润3.39亿元。

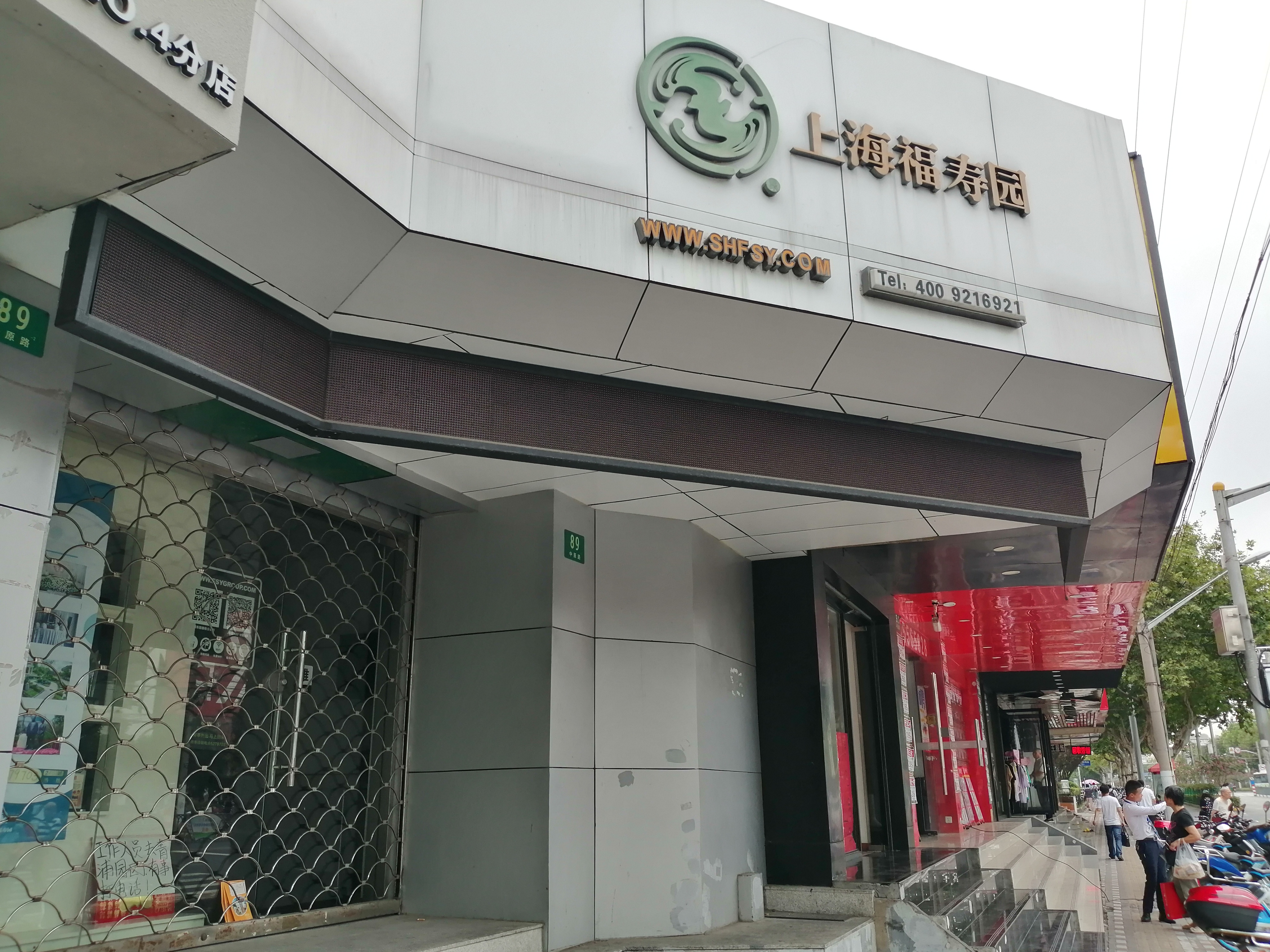
福寿园位于上海市杨浦区的服务处

## 旗下墓园
根据公司官网显示，福寿园国际集团现运营墓园16个：
- 上海福寿园
- 福寿园海港陵园
- 常州栖凤山国际人文陵园
- 重庆白塔园
- 重庆西郊福寿园
- 南山福座
- 合肥大蜀山文化陵园
- 淮北福寿园纪念陵
- 山东福寿园
- 河南福寿园
- 安阳福寿园
- 洛阳仙鹤纪念陵园
- 锦州帽山安陵
- 观陵山艺术园林
- 梅岭世纪园
- 婺源万寿山